# Krajęcin
Krajęcin – wieś w Polsce położona w województwie kujawsko-pomorskim, w powiecie chełmińskim, w gminie Lisewo.
W latach 1939–1942 dotychczasową nazwą wsi było Krajenczyn, lecz po przeprowadzonej zamianie nazw miejscowości w Okręgu Rzeszy Gdańsk-Prusy Zachodnie, w latach 1942–1945 nazywała się Erlkreiensen.

## Podział administracyjny
W latach 1975–1998 miejscowość administracyjnie należała do województwa toruńskiego.

## Demografia
Według Narodowego Spisu Powszechnego (III 2011 r.) wieś liczyła 83 mieszkańców. Jest siedemnastą co do wielkości miejscowością gminy Lisewo.